# 僕に花のメランコリー
『僕に花のメランコリー』（ぼくにはなのメランコリー）は、小森みっこによる日本の漫画作品。
『マーガレット』（集英社）において、2015年17号から2020年1号まで連載された。2020年8月時点で累計発行部数は200万部を突破している。

## あらすじ
幼いころに母を亡くした雨宮花は、墓参りで母の田舎を訪ねる度に、弓弦という同い年の少年に会うのを楽しみにしていた。しかし小1の時、弓弦の母が亡くなってしまう。「ずっとそばにいる」と約束した花だったが、父親の転勤で海外に引っ越し、再び日本に戻ってきた時には弓弦の行方は分からなくなっていた。
高校2年の新学期、花は街で不良少年のケンカに巻き込まれる。乱暴で荒んだ様子の男の子はあの弓弦だった。すっかり変わってしまった弓弦に戸惑う花だが、荒んだ生活を送る彼を見て守ってあげたいと思うようになる。花に対して冷たく当たっていた弓弦だったが、少しずつ心を開き始めていく。

## 登場人物
雨宮 花（あめみや はな）
本作の主人公。
高槻 弓弦（たかつき ゆづる）
花の幼馴染。
大島 嵐（おおしま あらし）
弓弦の悪友。
長谷川 ルカ（はせがわ ルカ）
弓弦の中学時代の友人。
雨宮 光（あめみや ひかる）
花の異母弟。

## 書誌情報
- 小森みっこ 『僕に花のメランコリー』 集英社 〈マーガレットコミックス〉、全13巻
  1. 2015年12月25日発売[4]、『マーガレット』2015年17号[1] - 22号、ISBN 978-4-08-845497-9
  2. 2016年3月25日発売[5]、『マーガレット』2015年23号 - 2016年6号、ISBN 978-4-08-845538-9
  3. 2016年7月25日発売[6]、『マーガレット』2016年8号 - 14号、ISBN 978-4-08-845604-1
  4. 2016年11月25日発売[7]、『マーガレット』2016年16号 - 22号、ISBN 978-4-08-845665-2
  5. 2017年4月25日発売[8]、『マーガレット』2016年24号[9] - 2017年7号、ISBN 978-4-08-845742-0
  6. 2017年8月25日発売[10]、『マーガレット』2017年9号 - 15号、ISBN 978-4-08-845799-4
  7. 2017年12月25日発売[11]、『マーガレット』2017年17号 - 23号、ISBN 978-4-08-845862-5
  8. 2018年4月25日発売[12]、『マーガレット』2018年1号 - 8号、ISBN 978-4-08-844020-0
  9. 2018年8月24日発売[13]、『マーガレット』2018年10号 - 16号、ISBN 978-4-08-844080-4
  10. 2018年12月25日発売[14]、『マーガレット』2018年18号 - 24号、ISBN 978-4-08-844136-8
  11. 2019年4月25日発売[15]、『マーガレット』2019年2号 - 7号、9号、ISBN 978-4-08-844189-4
    - ゆらゆら、ゆれる[16]（『ザ マーガレット』2015年8月号）

  12. 2019年9月25日発売[17]、『マーガレット』2019年10・11合併号 - 17号、ISBN 978-4-08-844243-3
  13. 2020年1月24日発売[18]、『マーガレット』2019年19号 - 2020年1号[2]、ISBN 978-4-08-844289-1

### その他
- 僕に花のメランコリー 番外編[19][20][21]（『マーガレット』2020年5号、『センチメンタル キス』1巻に収録。）